# Emil Racoviță
Emil Racoviță (Jászvásár, 1868. november 15. – Kolozsvár, 1947. november 19.) román barlangkutató és biológus, a barlangi élettan, a bioszpeleológia megalapítója.

## Pályafutásának kezdete
Tanulmányait Jászvásáron végezte, majd az apja kívánságára a párizsi egyetemen jogot tanult. Utána viszont a Sorbonne természettudományi karán végzett 1891-ben, és itt is doktorált 1896-ban.
Biológusként 1897-99 között részt vett a belga antarktiszi expedícióban, ahonnan 1600 darabból álló biológiai és zoológiai gyűjteménnyel tért vissza. Az expedíciót követően tanulmányt tett közzé a cetekről. 1900-ban a franciaországi Banyuls-sur-Mer oceanológiai laboratóriumában lett igazgatóhelyettes.

## Barlangkutató tevékenysége

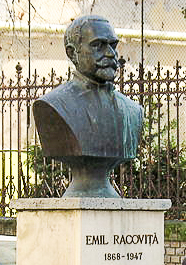
Mellszobra Kolozsvárott

A Mallorcai Cueva del Drach barlangban felfedezett új rákfajok hatására felhagyott az óceánkutatással és a földalatti ökoszisztémák vizsgálatának szentelte magát.
1907-ben jelent meg a „Essai sur les problèmes biospéologiques” című műve, a világon az első bioszpeleológiai munka. Ezt követően „Biospeologica” néven nemzetközi programot indított a barlangok faunájának vizsgálatára. 1920. április 26-án megalapította Kolozsvárott a világ első Barlangtani Intézetét.
1940 augusztusában, amikor a bécsi döntést következményeképpen Kolozsvár Magyarország része lett, Emil Racoviță az intézettel együtt Temesvárra költözött. A II. világháború után visszaköltözött Kolozsvárra, hogy újjászervezze az intézetet, de a munka befejezése előtt 79 éves korában meghalt. Sírja a házsongárdi temetőben található.

## Tisztségei
- A kolozsvári egyetem rektora (1929–1930)
- A Román Akadémia elnöke (1926–1929)
- A Barlangtani Intézet igazgatója (1920–1947)

## Művei
- Essai sur les problemes biospeologiques (Esszé a bioszpeleológia problémáiról; 1907)
- Speologia (Szpeleológia; 1927)
- Evoluția și problemele ei (Az evolúció és problémái; 1929)

## Emlékezete
- Róla nevezték el az Emil Racoviță Főgimnáziumot.
- Nevét viseli az Antarktiszon lévő román kutatóállomás – Law–Racoviță kutatóállomás – és az Emil Racoviță Múzeum.
- Kolozsvárott mellszobrot állítottak emlékére (lásd fénykép).